# Une jeunesse comme aucune autre
Pour plus de détails, voir Fiche technique et Distribution.
Une jeunesse comme aucune autre (Titre original : Karov la bayit) est un film israélien de Vidi Bilu et Dalia Hager sorti en 2005. Le film raconte le quotidien de deux jeunes israéliennes, âgées de 18 ans, qui accomplissent leur service militaire dans la Magav, les garde-frontières de l'armée israélienne. Nommé aux Israeli Film Academy Awards en 2005 et au Festival international du film de Berlin en 2006, il remporte lors de ce dernier festival le prix CICAE.

## Synopsis
Jérusalem. Smadar et Mirit, deux jeunes israéliennes âgées de 18 ans, accomplissent leur service militaire dans les forces armées du Magav, les gardes frontières de l'État d'Israël. Affectées à une portion de quartier précise (à la porte de Jaffa), leur mission consiste à contrôler des palestiniens afin de prémunir contre d'éventuels attentats. Les deux jeunes filles, aux caractères différents, l'une réservée et consciencieuse quant à sa mission, et l'autre plus désinvolte et originale, se trouvent à la fois confrontées à la pression de leur hiérarchie, et la soumission aux ordres, et la rébellion envers celle-ci.

## Fiche technique
- Titre original : Karov La Bayit
- Titre français : Une jeunesse comme une autre
- Réalisation et scénario : Vardit Bilu et Dalia Hager
- Producteur : Marek Rosenbaum et Ital Tamir
- Photo : Yaron Scharf
- Décors : Avi Fahima
- Musique : Yontan Bar Glora
- Montage : Joelle Alexis
- Format : 35 mm
- Durée : 98 minutes
- Pays :  Israël
- Langue : hébreu
- Dates de sortie : 
  -  Israël : 15 juillet 2005 (Festival du film de Jérusalem) - 16 mars 2006 (sortie nationale)
  -  France : 18 mai 2006 (Festival de Cannes) - 13 décembre 2006 (sortie nationale)

## Distribution
- Neama Shendar : Mirit
- Smadar Sayar : Smadar
- Irit Suki : la Commandante Dubek
- Katia Zimbris : Yael
- Ilanit Ben Yaakov : le Sergent
- Sharon Raginiano : le Commandant
- Khawlah Hag-Debsy (comme Khawlah Haj-Debsy)
- Johnny Arbid